# Propellerfrau
Die Propellerfrau ist ein Gemälde von Sigmar Polke, das 1969 fertiggestellt wurde.

## Geschichte
Das Gemälde wurde von Polke 1969 konzipiert und erstellt. 1992 wurde es erstmals im Stedelijk Museum in Amsterdam ausgestellt. Im Jahr 2007 wurde das Gemälde von Polke an einen befreundeten Artdirektor aus Köln verkauft, was später zu einem medial sehr umfassend besprochenen Besitz-Rechtsstreit zwischen den Hinterbliebenen von Polke (er verstarb 2010) und dem Käufer führte. Das Landgericht Köln verpflichtete die Erben 2014 zur endgültigen Herausgabe des Werkes an den damaligen Käufer.
2018 wurde das Gemälde in einer Kunstsammlung eines Museums in Rorschacherberg aufgenommen.

## Beschreibung
Das Gemälde wurde von Polke mittels Öl auf Gardinenstoff umgesetzt. Auf dem Bild sieht man Polkes Interpretation des in den 1960er-Jahren stattfindenden Wettlaufs um die Mondlandung zwischen der Sowjetunion und den USA.